# Place Carnot (Rosny-sous-Bois)
Ne doit pas être confondu avec Place Carnot.
La place Carnot est une voie de communication de Rosny-sous-Bois.

## Situation et accès
Cette place se trouve le long de la rue du Général-Gallieni.

## Origine du nom
Elle porte le nom de l'homme politique Sadi Carnot (1837-1894), qui fut Président de la République française de 1887 à 1894. Ce nom lui fut attribué avant 1899.

## Bâtiments remarquables et lieux de mémoire

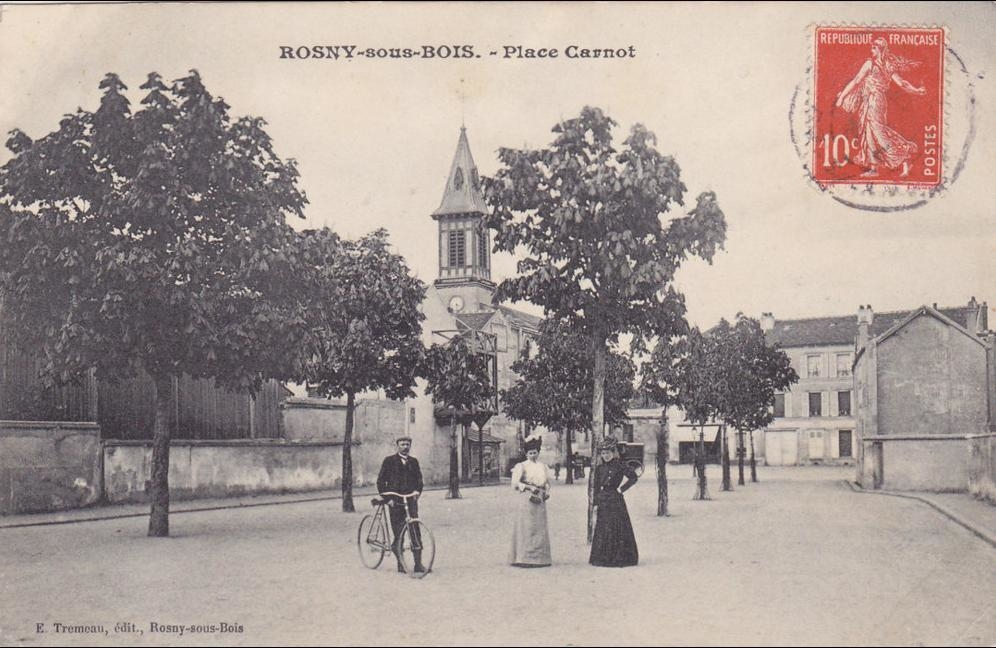
L'église Ste-Geneviève sur la place.

- Église Sainte-Geneviève, de l'autre côté de la rue Galliéni.
- Un marché, ouvert le 15 avril 1934[2], s'y tient régulièrement[3].
- Square Sainte-Geneviève, ouvert en 1972, d'une superficie de 2 459 m²[4].
- Théâtre Georges-Simenon[5].
- Il s'y trouvait une école maternelle à la fin du XIXe siècle.
- Un presbytère, qui appartenait à la commune, y fut construit en 1876.